# A zori zdes tikhie
A zori zdes tikhie (em russo:  А зори здесь тихие, (bra: Auroras Nascem Tranquilas)) é um longa-metragem dirigido por Stanislav Rostotsky baseado na novela de Boris Vasilyev com o mesmo nome. 
Em 1973 o filme foi nomeado para o Oscar de "Melhor filme estrangeiro".